# Liste der Monuments historiques in Saint-Cézaire-sur-Siagne
Die Liste der Monuments historiques in Saint-Cézaire-sur-Siagne führt die Monuments historiques in der französischen Gemeinde Saint-Cézaire-sur-Siagne auf.

## Liste der Bauwerke
| Bezeichnung                                                       | Beschreibung | Standort                | Kennzeichnung | Schutzstatus | Datum | Bild           |
| ----------------------------------------------------------------- | ------------ | ----------------------- | ------------- | ------------ | ----- | -------------- |
| Dolmen de la Graou                                                |              | (Lage)                  | PA00080832    | Classé       | 1889  | weitere Bilder |
| Dolmen de Lou Serre Dinguille                                     |              | (Lage)                  | PA00080833    | Classé       | 1889  | weitere Bilder |
| Kapelle Notre-Dame-de-Sardaigne                                   |              | auf dem Friedhof (Lage) | PA00080831    | Inscrit      | 1939  | weitere Bilder |
| Dolmen de Colbas 1                                                |              | (Lage)                  | PA00080946    | Inscrit      | 1989  | weitere Bilder |
| Megalithanlagen von Mauvans sud und Tombe en blocs de Mauvans Sud |              | (Lage)                  | PA00080947    | Inscrit      | 1989  | weitere Bilder |
| Dolmen des Puades                                                 |              | (Lage)                  | PA00080945    | Inscrit      | 1989  | weitere Bilder |

## Liste der Objekte
Zum Verständnis siehe: Kirchenausstattung
| Bezeichnung                               | Beschreibung                                               | Standort | Kennzeichnung | Schutzstatus | Datum | Bild |
| ----------------------------------------- | ---------------------------------------------------------- | -------- | ------------- | ------------ | ----- | ---- |
| Retabel mit Gemälde Notre-Dame du Rosaire | Ölgemälde, 1660; in der Kirche St-Cézaire                  | (Lage)   | PM06002445    | Classé       | 2004  |      |
| Antike Grabplatte                         | Stein, im Hôtel de ville                                   | (Lage)   | PM06000890    | Classé       | 1910  |      |
| Retabel und Altar                         | Holz, Ölgemälde, 17. Jahrhundert; in der Kirche St-Cézaire | (Lage)   | PM06002446    | Classé       | 2004  |      |